# Seaside Heights
Seaside Heights es un borough ubicado en el condado de Ocean en el estado estadounidense de Nueva Jersey. En el año 2010 tenía una población de 2.887 habitantes y una densidad poblacional de 1.443 personas por km².

## Geografía
Seaside Heights se encuentra ubicado en las coordenadas 39°56′35″N 74°04′27″O / 39.94306, -74.07417.

## Demografía
Según la Oficina del Censo en 2000 los ingresos medios por hogar en la localidad eran de $25,963 y los ingresos medios por familia eran $27,197. Los hombres tenían unos ingresos medios de $30,354 frente a los $21,899 para las mujeres. La renta per cápita para la localidad era de $18,665. Alrededor del 24.1% de la población estaba por debajo del umbral de pobreza.